# Emanuele Naspetti
Emanuele Naspetti (* 24. Februar 1968 in Ancona) ist ein ehemaliger italienischer Autorennfahrer.

## Karriere
Schon in seiner zweiten vollständigen Saison im Motorsport konnte Naspetti einen Titel einfahren. Knapp setzte er sich 1988 in der italienischen Formel-3-Meisterschaft gegen Mauro Martini durch.
Ein erster Rückschlag folgte 1989, als er in die Formel 3000 wechselte und die Saison ohne Meisterschaftspunkt abschloss. 1990 wechselte er in das Team von Eddie Jordan, aber auch hier blieb der Erfolg aus. Am Ende des Jahres hatte Naspetti nur einen einzigen Meisterschaftspunkt erreicht. Erst die Rückkehr zu Forti Corse Reynard, Naspetti hatte bereits seine Formel-3-Rennen für die italienische Rennmannschaft bestritten, brachte ihm die erwünschten Erfolge. 1991 siegte er bei den Rennen in Enna, Hockenheim, Brands Hatch und Spa-Francorchamps. 1992 blieb er in der Formel 3000 und konnte sich beim Meisterschaftslauf in Pau in die Siegerliste eintragen.
Mitte des Jahres 1992 öffnete sich die Tür zur Formel 1, als er bei March Paul Belmondo ersetzte. Er wurde Teamkollege von Karl Wendlinger und bestritt fünf Rennen für March mit dem elften Rang beim Großen Preis von Portugal als bester Platzierung. Die gesamte Saison 1993 verbrachte Naspetti mit Warten auf ein weiteres Formel-1-Cockpit. Nur einmal kam er zum Zug, als er in Portugal den Jordan 193 seines früheren Formel-3000-Teamchefs Eddie Jordan pilotierte.
Naspetti wechselte zu den Tourenwagen und wurde 1996 auf einem BMW 320i italienischer Tourenwagenmeister.

## Statistik

### Le-Mans-Ergebnisse
| Jahr | Team               | Fahrzeug    | Teamkollege            | Teamkollege        | Platzierung | Ausfallgrund |
| ---- | ------------------ | ----------- | ---------------------- | ------------------ | ----------- | ------------ |
| 2000 | Team Rafanelli SFR | Lola B2K/10 | Domenico Schiattarella | Didier de Radiguès | Ausfall     | Motorschaden |

### Sebring-Ergebnisse
| Jahr | Team               | Fahrzeug              | Teamkollege            | Teamkollege    | Platzierung | Ausfallgrund    |
| ---- | ------------------ | --------------------- | ---------------------- | -------------- | ----------- | --------------- |
| 2002 | Team Olive Garden  | Ferrari 550 Maranello | Domenico Schiattarella | Johnny Cecotto | Ausfall     | Antriebswelle   |
| 2003 | Team Olive Garden  | Ferrari 550 Maranello | Domenico Schiattarella | Johnny Cecotto | Ausfall     | Getriebeschaden |
| 2005 | Panoz Motor Sports | Panoz Esperante GT-LM | Bill Auberlen          | Robin Liddell  | Ausfall     | Elektrik        |